# Palácio de Nääs
O Palácio de Nääs (em sueco: Nääs slott) é um palácio da Suécia, situado na comuna de Lerum, a 25 km de Gotemburgo e a 15 km de Alingsås, na margem do lago Sävelången. Edificado no século XVI, adquiriu a sua forma atual em 1831, como propriedade da família Berg. Presentemente é património do estado, gerido pela Fundação August Abrahamson. Está aberto ao público, de maio a setembro, sendo uma importante atração turística.

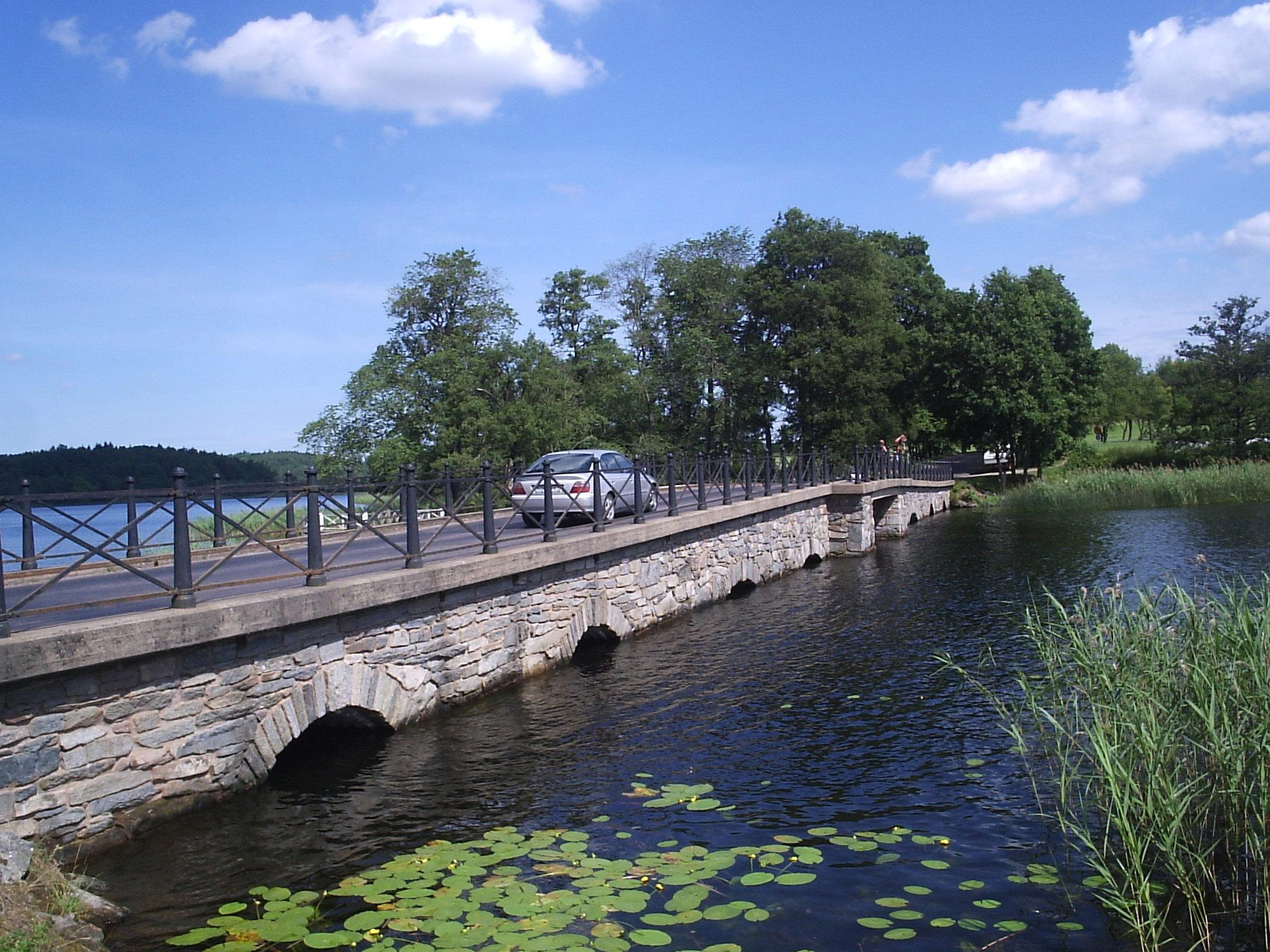
A ponte de Nääs, conectando o palácio à terra firme
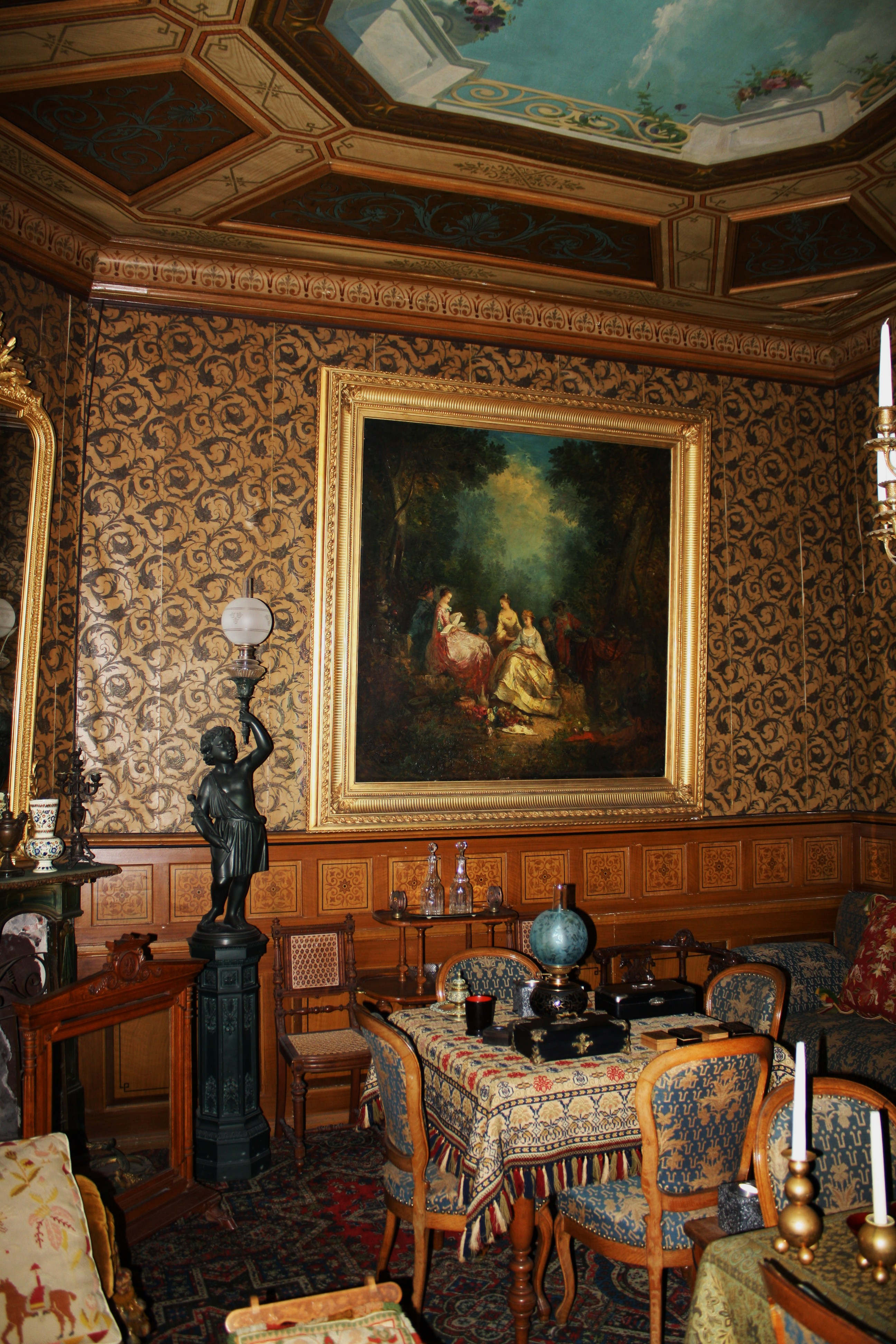
Salão dos cavalheiros (herrummet)